# اوبرهاوزن-رهاینهاوزن
اوبرهاوزن-رهاینهاوزن (به آلمانی: Oberhausen-Rheinhausen) یک شهر در آلمان است که در کارلسروهه واقع شده‌است. اوبرهاوزن-رهاینهاوزن ۹٬۵۵۱ نفر جمعیت دارد.